# 13 (число)
13 (тринадцать) — натуральное нечётное число, расположенное между числами 12 и 14. 
Шестое простое число, седьмое число Фибоначчи. В кириллической буквенной системе записи ГІ, в греческой ΙΓ'.

## Свойства
- Нечётное двузначное число.
- Одиозное число.
- Недостаточное число.
- Одно из трёх известных простых чисел Вильсона.
- Имеет простого близнеца 11.
- Сумма квадратов первых двух простых чисел: 13 = 22 + 32[2]; 13 — 3-е центрированное квадратное число и 2-е простое среди них.

|  |  | 13 = 22 + 32 |

- 13 — наибольшее число в примитивной пифагоровой тройке (5, 12, 13), то есть является длиной гипотенузы прямоугольного треугольника с длинами катетов 5 и 12: 132 = 52 + 122).
- Существует ровно 13 архимедовых тел[3].
- 13 — единственное число, равное сумме остатков от деления себя на все простые числа, меньшие себя.

## Суеверия
Боязнь числа 13 называется «трискаидекафобией». Специфический страх перед пятницей 13-го называют «параскаведекатриафобией» или «фриггатрискаидекафобией».
Число 13 в европейской культуре иногда считается несчастливым. В связи с этим в некоторых зданиях (особенно гостиницах) этажи нумеруются так, чтобы не нервировать трискаидекафобов, после 12-го этажа может сразу следовать 14-й, в здании могут существовать этажи 12А и 12Б, или же 13-й этаж может называться как «12+1». Иногда это также относится к номерам домов, помещений, квартир. В оперных театрах Италии иногда отсутствуют места с этим номером, и практически на всех кораблях после 12-й каюты сразу идёт 14-я. Также 13-й ряд иногда отсутствует в самолётах (после 12-го ряда идёт сразу 14-й).
Некоторые компании, выпуская нумерованные версии программного обеспечения, после 12-й версии переходят на другой механизм исчисления версий, например, Opera после 12-й версии выпустила версию 2013. Также в связи с тетрафобией рынка юго-восточной Азии, из-за числа 4 в составе числа 14 пропускаются версии 13 и 14, и выпускается сразу версия 15. Примеры: Cisco IOS, Sybase ASE.
Из-за суеверности многих пилотов в США никогда не было истребителя F-13, за YF-12 (прототип SR-71) сразу же последовал F-14. Также номер 13 обычно не используется в автогонках, за 12-м номером сразу идёт 14-й.
Бытовало суеверие (возможно, связанное с Тайной вечерей), если за одним столом соберутся 13 человек, то один из них умрёт в течение года. Существовала даже специальная профессия «четырнадцатого гостя», которого специально приглашали на такие встречи с целью избегания несчастливого числа гостей. В США для борьбы с этим суеверием был создан «Клуб Тринадцати».
В Российской империи число 13 также иногда считалось несчастливым, и называлось «чёртовой дюжиной». Во время Первой мировой войны в составе Русской императорской армии вместо «13-й» армии была создана Особая армия.
В Англии число 13 зовётся по-английски не чёртовой, а «пекарской дюжиной», или «дюжиной булочника» (англ. Baker’s dozen) или «большой дюжиной». История превращения в Англии числа 13 в «пекарскую дюжину» началась со введением суровых штрафов за неполновесность фунтовых буханок хлеба. Хлеб неизбежно даёт усушку; чтобы избежать штрафов, все разносчики и лавочники, бравшие хлеб у пекарей, добавляли к каждой дюжине буханок одну лишнюю. Она по-английски называлась unbread («не хлеб») и разрезалась на довески ко всем буханкам, которые не дотягивали до фунта или до двух фунтов. В Средние века булочники, боясь действовавших в то время суровых наказаний за обман покупателей (вплоть до отсечения руки), обычно добавляли лишнюю единицу товара к каждой продаваемой дюжине, чтобы случайно не обсчитаться в свою пользу.
В талмудическом иудаизме число тринадцать — священное (счастливое) число, которое каббалисты трактуют как гематрию слова эхад (אחד‎ — «един», см. Втор. 6:4), символизирующего Всевышнего.